# زياد أبو سويلم
زياد يوسف محسن أبو سويلم السويلميين (1957- 15 مارس 2018) ممثل أردني وكنيته : "أبو يوسف"، عرف بأدائه لأدوار الشر في العديد من المسلسلات التلفزيونية وخاصة المسلسلات البدوية. يعد من الممثلين القديرين الذين يتقنون اللهجة البدوية؛ وذلك لأنه بالأصل ينتمي لعشيرة بدوية (عشيرة السويلميين) من عشائر منطقة شفا بدران.

## أعماله

### المسلسلات
- الغريبة
- وجه الزمان
- أيام عصيبة
- أخو شامة
- السيف والوصية
- راعي الخير
- أسمهان
- القصير
- نيران البوادي
- صهيل الأصيل
- عرس الصقر
- نجمه بين الغيوم
- النوف والسهم
- أيام الشتات
- دروب الحنة